# Cecropis cucullata
Cecropis cucullata là một loài chim trong họ Hirundinidae.